# 劉舜 (常山王)
劉舜（前2世纪？—前114年），西漢孝景帝劉啟第十四子，母親為王兒姁，大姨是王皇后。諡為常山憲王。

## 生平
孝景帝中元5年（前145年）置「常山國」，封皇子劉舜為常山王 ，在位31年（前145年至前114年）。劉舜驕怠多淫，帝常寬釋之，漢武帝元鼎二年（前114年）去世。諡為常山憲王。

## 妻妾
王后脩，姓氏不詳，不得寵。劉舜多有內寵，王后怨懟，於劉舜臨終前與其子太子勃鮮有侍疾。劉舜死後被庶長子劉梲告發，武帝不忍加誅，遂不死，乃下詔廢黜。
姬某氏，不得寵，漢書稱之「不愛姬」，生庶長子劉梲。
另有內寵生劉平、劉商。

## 子女
子：1 庶子劉棁、2 太子劉勃、3 真定顷王劉平、4 泗水王劉商。

## 陵墓
西漢常山王劉舜墓位於鹿泉市高莊村西，經科學發掘，出土文物7,000餘件。
該墓葬平面呈中字形，是典型的漢代大型土壙豎穴石槨墓。出土文物中銀盒、銅鼎、蘑菇形蓋鈕銅壺，帶杵銅藥臼等器物。

## 註解
1. ↑  《汉书》卷五：五年夏，立皇子舜為常山王。
2. ↑  《汉书》卷六：常山王舜薨。子絎嗣立，有罪，廢徙房陵。

## 延伸阅读
[在维基数据编辑]
 《史記/卷059》，出自司馬遷《史記》
 《漢書/卷053》，出自班固《漢書》